# فرانك بيلينجز كيلوج
فرانك بيلينجز كيلوج (بالإنجليزية: Frank Billings Kellogg)‏ هو سياسي أمريكي ولد في 22 ديسمبر 1856 في ولاية نيويورك وتوفي في 21 ديسمبر 1937.

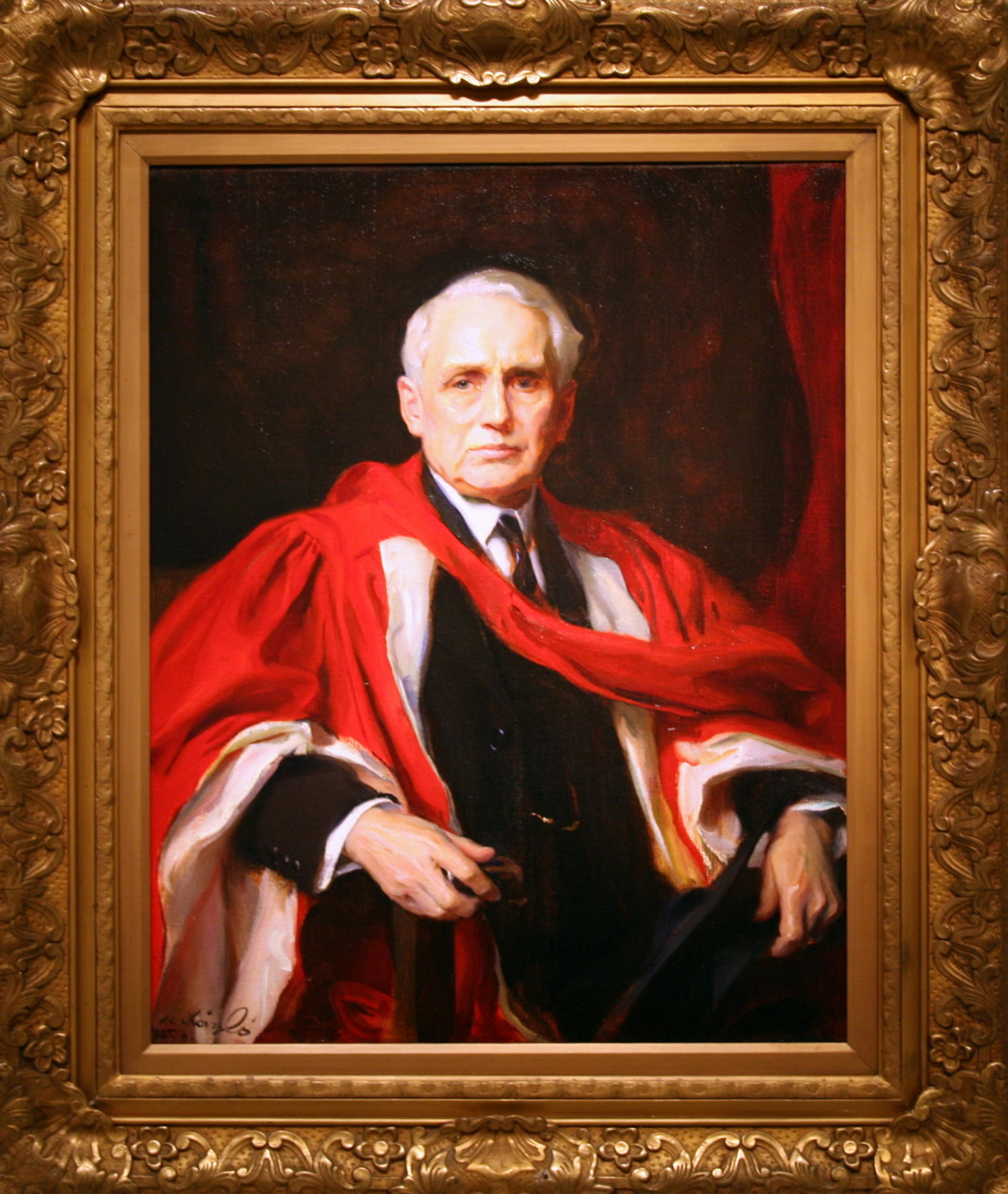
صورة لكيلوج لفيليب دي لازلو

عمل بين 1917 و1923 كيسناتور عن الحزب الجمهوري عن ولاية مينيسوتا. بين 1925 و1929 شغل منصب وزير الخارجية ال45 خلال ولاية كالفين كوليدج. تحصل سنة 1929 على جائزة نوبل للسلام لعمله على ميثاق باريس وهي معاهدة متعددة الأطراف التي حظرت الموقعين الحروب العدوانية وسياسة وطنية، وشارك في تأليف ميثاق كيلوج برياند.

## روابط خارجية
- فرانك بيلينجز كيلوج على موقع الموسوعة البريطانية (الإنجليزية)
- فرانك بيلينجز كيلوج على موقع إن إن دي بي (الإنجليزية)